# Federação Amazonense de Futsal
La Federação Amazonense de Futsal (conosciuta con l'acronimo di FAFS) è un organismo brasiliano che amministra il calcio a 5 nella versione FIFA per lo stato dell'Amazonas.
Fondata il 23 gennaio 1980, la FAFS ha sede nel capoluogo Manaus ed ha come presidente Nelson Mathias da Costa. La sua selezione non ha mai vinto il Brasileiro de Seleções de Futsal, e non è mai giunta sul podio della medesima competizione.